# Rixxah
Antonio Ricardo de Souza (Rio de Janeiro, 24 de fevereiro  de 1960) mais conhecido como Rhychahs, Richahs ou Rixxah, é um intérprete de samba-enredo e compositor de música popular carioca.

## Carreira

### Carnavalesca
Começou a cantar por volta dos anos de 1973 e 1974, no conjunto Os Autênticos do Samba. Na mesma época, cantou o samba do bloco Periquito de Jardim América, tendo então sua primeira participação como intérprete de samba-enredo, passando a defender sambas em concursos internos de diversas escolas, tais como Portela, Imperatriz e Império Serrano.
Em 1987, Richahs fez sua estréia como intérprete oficial na Marquês de Sapucaí, pelo Salgueiro, permanecendo na escola até 1989. Após isso teve passagens por Estácio, Rocinha, Império Serrano, Imperatriz, Mangueira (como auxiliar), Infantes da Piedade, Arrastão de Cascadura, Portela, onde venceu o prêmio Estandarte de Ouro do jornal O Globo em 1995, União da Ilha, São Clemente, Unidos da Ponte e União de Jacarepaguá, onde estava desde 2003 e da Mangueira, onde esteve como interprete oficial, ao lado de Zé Paulo e Luizito. mas saiu da escola devido a outros compromissos. em 2011, esteve na Mocidade, onde cantou ao lado de Nêgo.. no ano de 2012, Rixxah estaria no comando do carro de som do Império Serrano,no entanto a escola o trocou por questões de adaptação, sendo que em 1993 o mesmo se desligou desta escola, por divergências com a direção naquela época. após essa saída, teve uma passagem pela Delírio da Zona Oeste.
Fora do Rio de Janeiro, foi intérprete oficial também das escolas Tom Maior, Leandro de Itaquera (São Paulo), Embaixada do Morro (Guaratinguetá) e da escola de samba Unidos do Herval (Joaçaba) e foi especulado que Rixxah formaria trio de com Wantuir e Rogerinho, no seu retorno a Portela. mas entretanto passou a ser apoio do carro de som em 2014 e 2015, onde se dedicou a shows comerciais que a Portela, saindo portanto do carro de som. 
Após dois anos afastado como intérprete de samba enredo, acertou com a Império Ricardense onde atuou como um dos intérpretes oficiais e entretanto foi anunciado de que seria cantor oficial da Difícil é o Nome.

### Fora do carnaval
Como compositor, Richahs tem músicas gravadas com Arlindo Cruz, Alcione, Beth Carvalho, entre outros grandes nomes do samba, e faz parte do coral do grupo Fundo de Quintal e participou, junto com outros compositores, da gravação do CD Quintal do Zeca, cantando uma das faixas. Durante os últimos 15 anos anos canta todas as segundas -feiras na tradicional e respeitada casa Carioca da Gema, na Lapa, Rio de Janeiro, acompanhado por um seleto grupo de músicos virtuosos.

## Títulos e estatísticas
|                  | Campeão | Vice | Terceiro |
| ---------------- | ------- | ---- | -------- |
| Primeira Divisão | —       | 1995 | 2011     |

## Premiações
- Estandarte de Ouro

1. 1989 - Melhor intérprete (Salgueiro) [8]
2. 1995 - Melhor intérprete (Portela) [9]

- S@mba-Net

1. 2002 - Melhor intérprete (Unidos da Ponte) [10]
2. 2007 - Melhor intérprete (União de Jacarepaguá) [11][12]

- Troféu Jorge Lafond

1. 2006 - Melhor intérprete (União de Jacarepaguá) [13]